# Аванесян, Анаит Торгомовна
Анаит Торгомовна Аванесян (арм. Անահիտ Ավանեսյան, родилась 21 марта 1981 года в Ереване) — министр здравоохранения Армении (с 18 января 2021 года).

## Биография

### Образование
Родилась 21 марта 1981 года. Училась в Ереванском государственном университете в 1997—2003 годах, который окончила с квалификацией магистра гражданского права. В 2002—2004 годах училась в Американском университете Армении, который окончила с квалификацией магистра права; училась в те же годы в Центре развития лидерства. В 2003 году участвовала в программе лидерства молодых женщин Закавказья и Южного Кавказа, посетив Европарламент в Страсбурге и ознакомившись с его структурой и функциями.

### Трудовая деятельность
Начала карьеру, работая в юридическом департаменте МИД Армении в 2000—2001 годах. В 2001—2002 годах — юрисконсульт Агентства госрезервов, в 2005—2015 годах — юрисконсульт НПО «Демократия сегодня», в 2014—2015 годах — административный директор ЗАО «Арфармация», в 2016 году назначена его же генеральным директором. Член Адвокатской палаты Республики Армения с 2017 года. В 2017—2018 годах — директор ООО «Абовян 39», в тот же период являлась членом совета ЗАО «Арфармация»; компания занималась поставкой лекарственных препаратов в государственные учреждения.

### Политическая карьера
24 мая 2018 года назначена на должность заместителя министра здравоохранения, 11 мая 2020 года стала первым заместителем министра здравоохранения Республики Армения. С 18 января 2021 года — министр здравоохранения Республики Армения. Член политической партии «Гражданский договор» с 2022 года.
16 апреля 2024 года агентство Sputnik сообщило, что в Министерстве здравоохранения были проведены обыски, а газета «Жоховурд» сообщила, что Аванесян была приглашена на допрос в Антикоррупционный комитет по поводу «коронавирусного дела».

## Личная жизнь
Мать — Маргуш Варданян (род. 1950), в прошлом депутат Верховного Совета Армении и Национального собрания Республики Армения I созыва в составе депутатской группы «Реформы». Директор компании «Армфармация» в 2003—2008 годах; владела клиникой «Вигмор» в Ереване. Есть также сестра Шушан.
Муж — Степан Аванесян, бизнесмен. Основал в 2000 году в Армении учебные курсы «Центр развития лидеров», которые действовали под эгидой армянского евангелистского общества; в 2008—2015 годах был генеральным директором компании «Армфармация», в которой работала Анаит. Владелец 61% ООО «Ибари», занимающейся оптовой торговлей продуктами питания. Есть трое детей.
На момент вступления в должность заместителя министра здравоохранения Анаит Аванесян задекларировала квартиру, дачу, земельный участок, нежилое помещение в многоквартирном доме и автомобиль Ford Fiesta 1.4 I. Владела 50% акций ООО «Абовян 39», занимавшейся сдачей в аренду недвижимости, от которой получила доход 12,6 млн драмов с момента вступления в должность.